# Scott Englebright
Scott Englebright (17 juli 1971) is een Amerikaanse jazztrompettist.  Hij speelde in de bigband van Maynard Ferguson en is medeleider van het duo "Tasteebros".
Englebright begon op zijn zevende op de piano en ging trompet spelen toen hij elf was.  Hij studeerde aan de University of Nevada in Reno en aan de University of North Texas (UNT). Tijdens zijn studie aan UNT speelde hij in de One O'Clock Lab Band. Een vriend stuurde een tape met twee uitvoeringen van Maynard Ferguson-nummers ("Danny Boy" in een arrangement van Don Sebesky) en "Maynard Ferguson" (een compositie van Shorty Rogers), waarop Englebright Maynard Ferguson 'speelt' naar de beroemde trompettist. Ferguson bood Englebright daarop de positie van lead-trompettist in zijn bigband aan. Englebright toerde anderhalf jaar met de band en speelde ook mee op een album: One More Trip to Birdland. Na zijn tijd bij Ferguson werkte Englebright met veel musici in Los Angeles, waaronder Mike Barone, Steve Huffstetter, Bill Holman, Tom Kubis, Mark Masters, Bobby Caldwell, Buddy Childers, Jack Sheldon, Chris Walden, Jim Widner, Joe McBride en Carl Saunders.  Hij werkte ook twee jaar in de bigband van Paul Anka.
Rond het midden van de jaren 90 begon Englebright met trompettist Donny Dyess het duo Tasteebros. De twee brachten zo'n tien CD's uit en werkten mee aan vijf instructieboeken voor trompettisten.